# Liste des gouvernements britanniques
Cette page dresse la liste des gouvernements britanniques par ordre chronologique.
Elle débute à la création de la  Grande-Bretagne en 1707, et continue tout au long du Royaume-Uni de Grande-Bretagne et d'Irlande de 1801 à 1922, et jusqu'au Royaume-Uni actuel. Pour les gouvernements précédents pendant le Royaume d'Angleterre, voir la liste des gouvernements anglais.

## Liste des gouvernements britanniques
| Date | Monarque     | Chef du gouvernement                    | Parti politique                    | Parti politique                            | Cabinet                         |
| ---- | ------------ | --------------------------------------- | ---------------------------------- | ------------------------------------------ | ------------------------------- |
| 1707 | Anne         | John Churchill (1er duc de Marlborough) |                                    | Coalition Ministry                         |                                 |
| 1708 | Anne         | John Churchill (1er duc de Marlborough) | Second Whig Junto                  |                                            |                                 |
| 1710 | Anne         | Robert Harley                           |                                    | Tory                                       | Gouvernement Harley             |
| 1714 | George Ier   |                                         |                                    | Whig                                       | Gouvernement Townshend          |
| 1717 | George Ier   | Gouvernement Stanhope/Sunderland I      |                                    | Whig                                       |                                 |
| 1718 | George Ier   | Gouvernement Stanhope/Sunderland II     |                                    | Whig                                       |                                 |
| 1721 | George Ier   | Sir Robert Walpole                      | Gouvernement Walpole/Townshend     | Whig                                       |                                 |
| 1727 | George II    | Sir Robert Walpole                      | Gouvernement Walpole/Townshend     | Whig                                       |                                 |
| 1730 | George II    | Sir Robert Walpole                      | Gouvernement Walpole               | Whig                                       |                                 |
| 1742 | George II    | Spencer Compton                         | Gouvernement Carteret              | Whig                                       |                                 |
| 1743 | George II    | Henry Pelham                            | Gouvernement Carteret              | Whig                                       |                                 |
| 1744 | George II    | Henry Pelham                            | Gouvernement Broad Bottom          | Whig                                       |                                 |
| 1754 | George II    | Thomas Pelham-Holles                    | Gouvernement Newcastle I           | Whig                                       |                                 |
| 1756 | George II    | William Cavendish                       | Gouvernement Devonshire/Pitt       | Whig                                       |                                 |
| 1757 | George II    | William Cavendish                       | Gouvernement intérimaire 1757      | Whig                                       |                                 |
| 1757 | George II    | Thomas Pelham-Holles                    | Gouvernement Newcastle II          | Whig                                       |                                 |
| 1760 | George III   | Thomas Pelham-Holles                    | Gouvernement Newcastle II          | Whig                                       |                                 |
| 1762 | George III   | John Stuart                             |                                    | Tory                                       | Gouvernement Bute               |
| 1763 | George III   | George Grenville                        |                                    | Whig                                       | Gouvernement Grenville          |
| 1765 | George III   | Charles Watson-Wentworth                | Gouvernement Rockingham I          | Whig                                       |                                 |
| 1766 | George III   | William Pitt l'Ancien                   | Gouvernement Chatham               | Whig                                       |                                 |
| 1768 | George III   | Augustus FitzRoy                        | Gouvernement Grafton               | Whig                                       |                                 |
| 1770 | George III   | Lord Frederick North                    |                                    | Tory                                       | Gouvernement North              |
| 1782 | George III   | Charles Watson-Wentworth                |                                    | Whig                                       | Gouvernement Rockingham II      |
| 1782 | George III   | William Petty FitzMaurice               | Gouvernement Shelburne             | Whig                                       |                                 |
| 1783 | George III   | William Cavendish-Bentinck              | Coalition Fox-North                | Whig                                       |                                 |
| 1783 | George III   | William Pitt le Jeune                   |                                    | Tory                                       | Gouvernements Pitt le Jeune I   |
| 1801 | George III   | Henry Addington                         | Gouvernement Addington             | Tory                                       |                                 |
| 1804 | George III   | William Pitt le Jeune                   | Gouvernements Pitt le Jeune II     | Tory                                       |                                 |
| 1806 | George III   | Lord William Grenville                  |                                    | Whig                                       | Ministère de tous les talents   |
| 1807 | George III   | William Cavendish-Bentinck              | Gouvernement Portland II           | Whig                                       |                                 |
| 1809 | George III   | Spencer Perceval                        |                                    | Tory                                       | Gouvernement Perceval           |
| 1812 | George III   | Robert Jenkinson                        | Gouvernement Liverpool             | Tory                                       |                                 |
| 1820 | George IV    | Robert Jenkinson                        | Gouvernement Liverpool             | Tory                                       |                                 |
| 1827 | George IV    | George Canning                          |                                    | Whig                                       | Gouvernement Canning            |
| 1827 | George IV    | Frederick John Robinson                 | Gouvernement Goderich              | Whig                                       |                                 |
| 1828 | George IV    | Arthur Wellesley                        |                                    | Tory                                       | Gouvernement Wellington I       |
| 1830 | Guillaume IV | Arthur Wellesley                        |                                    | Tory                                       | Gouvernement Wellington I       |
| 1830 | Guillaume IV | Charles Grey                            |                                    | Whig                                       | Gouvernement Grey               |
| 1834 | Guillaume IV | William Lamb                            | Gouvernement Melbourne I           | Whig                                       |                                 |
| 1834 | Guillaume IV | Arthur Wellesley                        |                                    | Conservateur                               | Gouvernement Wellington II      |
| 1834 | Guillaume IV | Sir Robert Peel                         | Gouvernement Peel I                | Conservateur                               |                                 |
| 1835 | Guillaume IV | William Lamb                            |                                    | Whig                                       | Gouvernement Melbourne II       |
| 1837 | Victoria     | William Lamb                            |                                    | Whig                                       | Gouvernement Melbourne II       |
| 1841 | Victoria     | Sir Robert Peel                         |                                    | Conservateur                               | Gouvernement Peel II            |
| 1846 | Victoria     | Lord John Russell                       |                                    | Whig                                       | Gouvernement Russell I          |
| 1852 | Victoria     | Edward Smith-Stanley                    |                                    | Conservateur                               | Gouvernement Derby I            |
| 1852 | Victoria     | George Hamilton-Gordon                  |                                    | Peelite                                    | Gouvernement Aberdeen           |
| 1855 | Victoria     | Henry John Temple                       |                                    | Whig et Peelite                            | Gouvernement Palmerston I       |
| 1858 | Victoria     | Edward Smith-Stanley                    |                                    | Conservateur                               | Gouvernement Derby II           |
| 1859 | Victoria     | Henry John Temple                       |                                    | Libéral                                    | Gouvernement Palmerston I       |
| 1865 | Victoria     | Lord John Russell                       | Gouvernement Russell I             | Libéral                                    |                                 |
| 1866 | Victoria     | Edward Smith-Stanley                    |                                    | Conservateur                               | Gouvernement Derby III          |
| 1868 | Victoria     | Benjamin Disraeli                       | Gouvernement Disraeli I            | Conservateur                               |                                 |
| 1868 | Victoria     | William Ewart Gladstone                 |                                    | Libéral                                    | Gouvernement Gladstone I        |
| 1874 | Victoria     | Benjamin Disraeli                       |                                    | Conservateur                               | Gouvernement Disraeli II        |
| 1880 | Victoria     | William Ewart Gladstone                 |                                    | Libéral                                    | Gouvernement Gladstone II       |
| 1885 | Victoria     | Robert Gascoyne-Cecil                   |                                    | Conservateur                               | Gouvernement Salisbury I        |
| 1886 | Victoria     | William Ewart Gladstone                 |                                    | Libéral                                    | Gouvernement Gladstone III      |
| 1886 | Victoria     | Robert Gascoyne-Cecil                   |                                    | Conservateur                               | Gouvernement Salisbury II       |
| 1892 | Victoria     | William Ewart Gladstone                 |                                    | Libéral                                    | Gouvernement Gladstone IV       |
| 1894 | Victoria     | Archibald Primrose                      | Gouvernement Rosebery              | Libéral                                    |                                 |
| 1895 | Victoria     | Robert Gascoyne-Cecil                   |                                    | Conservateur et Unioniste                  | Gouvernement Salisbury III      |
| 1901 | Édouard VII  | Robert Gascoyne-Cecil                   |                                    | Conservateur et Unioniste                  | Gouvernement Salisbury III      |
| 1902 | Édouard VII  | Arthur Balfour                          | Gouvernement Balfour               | Conservateur et Unioniste                  |                                 |
| 1905 | Édouard VII  | Sir Henry Campbell-Bannerman            |                                    | Libéral                                    | Gouvernement Campbell-Bannerman |
| 1908 | Édouard VII  | Herbert Henry Asquith                   | Gouvernement Asquith I             | Libéral                                    |                                 |
| 1910 | George V     | Herbert Henry Asquith                   | Gouvernement Asquith I             | Libéral                                    |                                 |
| 1915 | George V     | Herbert Henry Asquith                   |                                    | Coalition                                  | Coalition Asquith II            |
| 1916 | George V     | David Lloyd George                      | Coalition Lloyd George             |                                            |                                 |
| 1922 | George V     | Andrew Bonar Law                        |                                    | Conservateur                               | Gouvernement Bonar Law          |
| 1923 | George V     | Stanley Baldwin                         | Gouvernement Baldwin I             | Conservateur                               |                                 |
| 1924 | George V     | Ramsay MacDonald                        |                                    | Travailliste                               | Gouvernement MacDonald I        |
| 1924 | George V     | Stanley Baldwin                         |                                    | Conservateur                               | Gouvernement Baldwin II         |
| 1929 | George V     | Ramsay MacDonald                        |                                    | Travailliste                               | Gouvernement MacDonald II       |
| 1931 | George V     | Ramsay MacDonald                        |                                    | Travailliste national                      | 1er gouvernement national       |
| 1935 | George V     | Ramsay MacDonald                        | 2e gouvernement national           | Travailliste national                      |                                 |
| 1935 | George V     | Stanley Baldwin                         |                                    | Conservateur                               | 3e gouvernement national        |
| 1936 | Édouard VIII | Stanley Baldwin                         |                                    | Conservateur                               | 3e gouvernement national        |
| 1936 | George VI    | Stanley Baldwin                         |                                    | Conservateur                               | 3e gouvernement national        |
| 1937 | George VI    | Neville Chamberlain                     | 4e gouvernement national           | Conservateur                               |                                 |
| 1939 | George VI    | Neville Chamberlain                     | Gouvernement de guerre Chamberlain | Conservateur                               |                                 |
| 1940 | George VI    | Winston Churchill                       | Gouvernement de guerre Churchill   | Conservateur                               |                                 |
| 1945 | George VI    | Winston Churchill                       |                                    | National                                   | Gouvernement intérimaire 1945   |
| 1945 | George VI    | Clement Attlee                          |                                    | Travailliste                               | Gouvernement Attlee             |
| 1951 | George VI    | Sir Winston Churchill                   |                                    | Conservateur                               | Gouvernement Churchill III      |
| 1952 | Élisabeth II | Sir Winston Churchill                   |                                    | Conservateur                               | Gouvernement Churchill III      |
| 1955 | Élisabeth II | Sir Anthony Eden                        | Gouvernement Eden                  | Conservateur                               |                                 |
| 1957 | Élisabeth II | Harold Macmillan                        | Gouvernement Macmillan             | Conservateur                               |                                 |
| 1963 | Élisabeth II | Sir Alec Douglas-Home                   | Gouvernement Douglas-Home          | Conservateur                               |                                 |
| 1964 | Élisabeth II | Harold Wilson                           |                                    | Travailliste                               | Gouvernement Wilson I           |
| 1970 | Élisabeth II | Edward Heath                            |                                    | Conservateur                               | Gouvernement Heath              |
| 1974 | Élisabeth II | Harold Wilson                           |                                    | Travailliste                               | Gouvernement Wilson II          |
| 1976 | Élisabeth II | James Callaghan                         | Gouvernement Callaghan             | Travailliste                               |                                 |
| 1979 | Élisabeth II | Margaret Thatcher                       |                                    | Conservateur                               | Gouvernement Thatcher           |
| 1990 | Élisabeth II | John Major                              | Gouvernement Major                 | Conservateur                               |                                 |
| 1997 | Élisabeth II | Tony Blair                              |                                    | Travailliste                               | Gouvernement Blair              |
| 2007 | Élisabeth II | Gordon Brown                            | Gouvernement Brown                 | Travailliste                               |                                 |
| 2010 | Élisabeth II | David Cameron                           |                                    | Coalition conservatrice-libérale-démocrate | Gouvernement Cameron            |
| 2015 | Élisabeth II | David Cameron                           |                                    | Conservateur                               | Gouvernement Cameron            |
| 2016 | Élisabeth II | Theresa May                             | Gouvernement May                   | Conservateur                               |                                 |
| 2019 | Élisabeth II | Boris Johnson                           | Gouvernement Johnson               | Conservateur                               |                                 |
| 2022 | Charles III  | Liz Truss                               | Gouvernement Truss                 | Conservateur                               |                                 |
| 2022 | Charles III  | Rishi Sunak                             | Gouvernement Sunak                 | Conservateur                               |                                 |
| 2024 | Charles III  | Keir Starmer                            |                                    | Travailliste                               | Gouvernement Starmer            |